# Marie Prevost
 (mars 2019).
Si vous disposez d'ouvrages ou d'articles de référence ou si vous connaissez des sites web de qualité traitant du thème abordé ici, merci de compléter l'article en donnant les références utiles à sa vérifiabilité et en les liant à la section « Notes et références ».
Pour les articles homonymes, voir Prevost.
Marie Prevost est une actrice canadienne née le 8 novembre 1896 à Sarnia (Canada), décédée le 21 janvier 1937 à Hollywood (Californie).

## Biographie

### Enfance et débuts
Née Mary Bickford Dunn à Sarnia, Ontario, elle est encore une enfant lorsque la famille s'installa à Denver, Colorado puis à Los Angeles, Californie.
Alors secrétaire, elle postula et obtint un petit rôle dans le studio dirigé par Mack Sennett. Sennett, qui venait d'une petite
ville située près de Montréal, en fit une exotique "French girl", ajoutant Dunn à sa collection de "bathing beauties" sous le nom de scène de Marie Prevost.
En 1919, elle épouse en secret Sonny Gerke qui la quitte après six mois de mariage. Gerke, dont la mère avait interdit de fréquenter Prevost car elle était une actrice, craignait de lui apprendre son mariage et ne pouvait divorcer sans révéler son union secrète. De son côté, Prevost craignait la mauvaise publicité d'un divorce et resta secrètement mariée à Gerke jusqu'à 1923.

### Carrière
L'un de ses premiers rôles dans un film à succès fut la romance Love, Honor, and Behave, où elle partage l'affiche avec un autre débutant et protégé de Sennett, George O'Hara.

## Filmographie
- 1915 : Charmants sourires (it) (Those Bitter Sweets) de F. Richard Jones
- 1915 : Un danseur incorrigible (His Father's Footsteps) de Frank Griffin et Ford Sterling
- 1916 : Better Late Than Never  d'Edward F. Cline
- 1916 : Unto Those Who Sin de William Robert Daly : Celeste
- 1916 : Plaisirs d'été (Sunshine) d'Edward F. Cline
- 1916 : A Scoundrel's Toll de Glen Cavender
- 1917 : Her Nature Dance
- 1917 : Secrets of a Beauty Parlor
- 1917 : Two Crooks
- 1918 : His Hidden Purpose : The Girl in the Case
- 1918 : Those Athletic Girls
- 1918 : His Smothered Love
- 1918 : Friend Husband (en)
- 1918 : Her Screen Idol
- 1918 : She Loved Him Plenty
- 1918 : Whose Little Wife Are You?
- 1918 : Hide and Seek, Detectives
- 1918 : The Village Chestnut
- 1919 : Never Too Old
- 1919 : East Lynne with Variations : The Girl
- 1919 : Yankee Doodle in Berlin : A Belgian Girl
- 1919 : Reilly's Wash Day
- 1919 : Why Beaches Are Popular
- 1919 : When Love Is Blind : A Brunette
- 1919 : Love's False Faces
- 1919 : The Dentist
- 1919 : Sleuths
- 1919 : Uncle Tom Without a Cabin : Eliza
- 1919 : Salome vs. Shenandoah
- 1919 : Up in Alf's Place
- 1919 : Rip & Stitch: Tailors
- 1919 : La Petite Dame d'à côté (The Speakeasy) de F. Richard Jones
- 1920 : Un mariage mouvementé (Down on the Farm) : The Faithful Wife
- 1920 : Fresh from the City
- 1920 : You Wouldn't Believe It
- 1920 : His Youthful Fancy
- 1920 : Movie Fans
- 1920 : Love, Honor and Behave! : Newlywed
- 1921 : Dabbling in Art
- 1921 : On a Summer Day
- 1921 : L'Idole du village (A Small Town Idol) : Marcelle Mansfield
- 1921 : Wedding Bells Out of Tune
- 1921 : She Sighed by the Seaside
- 1921 : Call a Cop
- 1921 : Moonlight Follies : Nan Rutledge
- 1921 : Nobody's Fool (en) : Polly Gordon
- 1921 : A Parisian Scandal : Liane-Demarest
- 1922 : Don't Get Personal de Clarence G. Badger : Patricia Parker
- 1922 : The Dangerous Little Demon : Teddy Harmon
- 1922 : Fiancé malgré lui (The Crossroads of New York) de F. Richard Jones
- 1922 : Kissed : Constance Keener
- 1922 : Her Night of Nights : Molly May Mahone
- 1922 : The Married Flapper : Pamela Billings
- 1922 : La Bourrasque (The Beautiful and Damned) de William A. Seiter : Gloria
- 1922 : Heroes of the Street : Betty Benton
- 1923 : La Première Femme (Brass) de Sidney Franklin : Marjorie Jones
- 1923 : Red Lights : Ruth Carson
- 1923 : The Wanters : Myra Hastings
- 1924 : Comédiennes (The Marriage Circle) d'Ernst Lubitsch : Mizzi Stock
- 1924 : How to Educate a Wife : Mabel Todd
- 1924 : Daughters of Pleasure : Marjory Hadley
- 1924 : Being Respectable : Valerie Winship
- 1924 : Cornered : Mary Brennan / Margaret Waring
- 1924 : Tarnish (en) : Nettie Dark
- 1924 : Trois Femmes (Three Women) : Harriet
- 1924 : The Lover of Camille : Marie Duplessis
- 1924 : The Dark Swan : Eve Quinn
- 1925 : Recompense : Julie Gmelyn
- 1925 : Ma femme et son flirt (Kiss Me Again) : LouLou Fleury
- 1925 : Bobbed Hair : Connemara Moore
- 1925 : Les Sept Larrons en quarantaine (Seven Sinners) de Lewis Milestone : Molly Brian
- 1926 : His Jazz Bride : Gloria Gregory
- 1926 : Pourvu que ça dure (The Caveman) de Lewis Milestone : Myra Gaylord
- 1926 : Other Women's Husbands : Kay Lambert
- 1926 : Dans la chambre de Mabel (Up in Mabel's Room) de E. Mason Hopper : Mabel Ainsworth
- 1926 : Nana : Gaga
- 1926 : Almost a Lady : Marcia Blake
- 1926 : Les Amis de nos maris (For Wives Only) de Victor Heerman : Laura Rittenhaus
- 1927 : Man Bait : Madge Dreyer
- 1927 : Getting Gertie's Garter : Gertie Darling
- 1927 : Night Bride : Cynthia Stockton
- 1927 : The Girl in the Pullman : Hazel Burton
- 1928 : On to Reno : Vera
- 1928 : A Blonde for a Night : Marie
- 1928 : The Racket : Helen Hayes
- 1928 : Le Cirque maudit (The Sideshow) : Queenie Parker
- 1928 : The Rush Hour : Margie Dolan
- 1929 : La Fille sans dieu (The Godless Girl) : The Other Girl (Mame)
- 1929 : The Flying Fool : Pat
- 1929 : Divorce Made Easy : Mabel Deering
- 1930 : Party Girl (en) : Diana Hoster
- 1930 : Femmes de luxe (Ladies of Leisure) de Frank Capra : Dot Lamar
- 1930 : Sweethearts on Parade : Nita
- 1930 : War Nurse : Rosalie Parker
- 1930 : Il faut payer (Paid), de Sam Wood : Agnes 'Aggie' Lynch
- 1931 : Gentleman's Fate : Mabel
- 1931 : It's a Wise Child de  Robert Z. Leonard : Annie Ostrom
- 1931 : The Good Bad Girl : Trixie
- 1931 : West of the Rockies (en) : Arleta
- 1931 : Pur-sang (Sporting Blood) de Charles Brabin : Angela 'Angie' Ludeking
- 1931 : The Runaround : Margy
- 1931 : Reckless Living (en) de Cyril Gardner : Alice
- 1931 : La Faute de Madelon Claudet (The Sin of Madelon Claudet) d'Edgar Selwyn : Rosalie Lebeau
- 1931 : Les Titans du ciel (Hell Divers) : Mrs. Lulu Farnsworth
- 1932 : Three Wise Girls : Dot
- 1932 : La Forêt en fête (Carnival Boat) : Babe
- 1932 : Slightly Married de Richard Thorpe : Nellie Gordon
- 1932 : Hesitating Love
- 1933 : Rock-a-Bye Cowboy : Marie
- 1933 : Parole Girl : Jeanie
- 1933 : The Eleventh Commandment : Tessie Florin
- 1933 : Pick Me Up
- 1933 : Une nuit seulement (Only Yesterday) : Amy
- 1935 : Keystone Hotel (en) de Ralph Staub : Mrs. Clarabelle Sterling
- 1935 : Jeux de mains (Hands Across the Table) : Nona
- 1936 : Tango : Betty Barlow, Treasure's Roomate
- 1936 : Treize Heures dans l'air (Thirteen Hours by Air) de Mitchell Leisen : serveuse
- 1936 : Bengal Tiger : fille du saloon
- 1936 : Caïn et Mabel (Cain and Mabel) : Sherman's Receptionist
- 1936 : Ten Laps to Go : Elsie